# شتاب (فیلم ۲۰۱۳)
شتاب (به انگلیسی: RUSH) فیلمی زندگی‌نامه‌ای اکشن به کارگردانی ران هاوارد است. این فیلم در تاریخ ۱۳ سپتامبر ۲۰۱۳ به نمایش گذاشته شد.

## خلاصه داستان

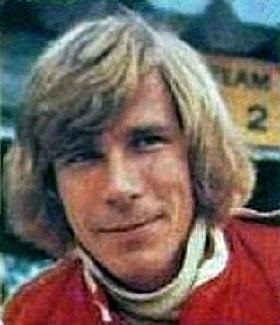
جیمز هانت در سال ۱۹۷۶.

داستان فیلم بازسازی واقعه مسابقه فرمول یک دهه ۱۹۷۰ میان جیمز هانت و نیکی لائودا است که در سال ۱۹۷۶ در یک تصادف فاجعه بار در مسابقات فرمول یک جایزه بزرگ آلمان به شدت مجروح می‌شود و تا سر حد مرگ پیش می‌رود. اما او چند هفته پس از حادثه به میدان‌ها بازمی‌گردد تا با رقیبش، جیمز هانت، برای دست یابی به مقام قهرمانی جهان در سال ۱۹۷۶ در فوجی ژاپن به رقابت بپردازد و …

## بازیگران
- کریس همسورف
- دانیل برول
- اولیویا وایلد
- الکساندرا ماریا لارا
- الیستر پیتری
- ژوزفین دو لا بوم
- اریش ردمن
- استیون منگن
- وینسنت ریوتا
- پاتریک بالادی
- کریستیان مک‌کی
- ناتالی دورمر